# Podolí (okres Uherské Hradiště)
Obec Podolí se nachází v okrese Uherské Hradiště ve Zlínském kraji, zhruba 5,5 km jihovýchodně od Uherského Hradiště. Žije zde 896 obyvatel.

## Historie
První písemná zmínka o obci pochází z roku 1257.

## Pamětihodnosti
- Kaple Panny Marie Růžencové – zvonice – postavená roku 1909 na místě staré dřevěné zvonice
- Kaple svatého Ducha – vystavěná v letech 1999–2006, s úzkou a vysokou věží s elektrickými zvony se 16 programy

## Galerie

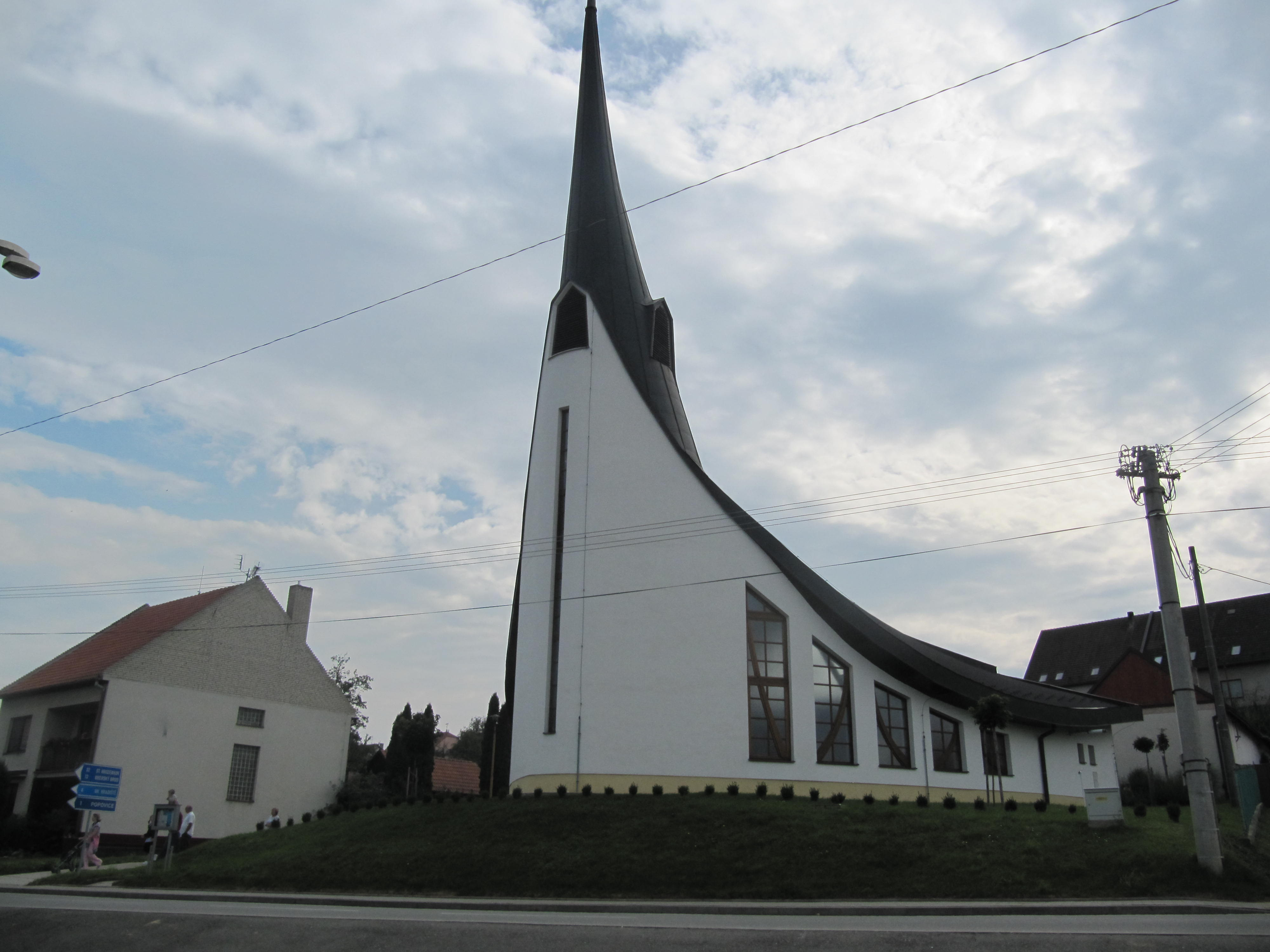
Kaple Svatého Ducha
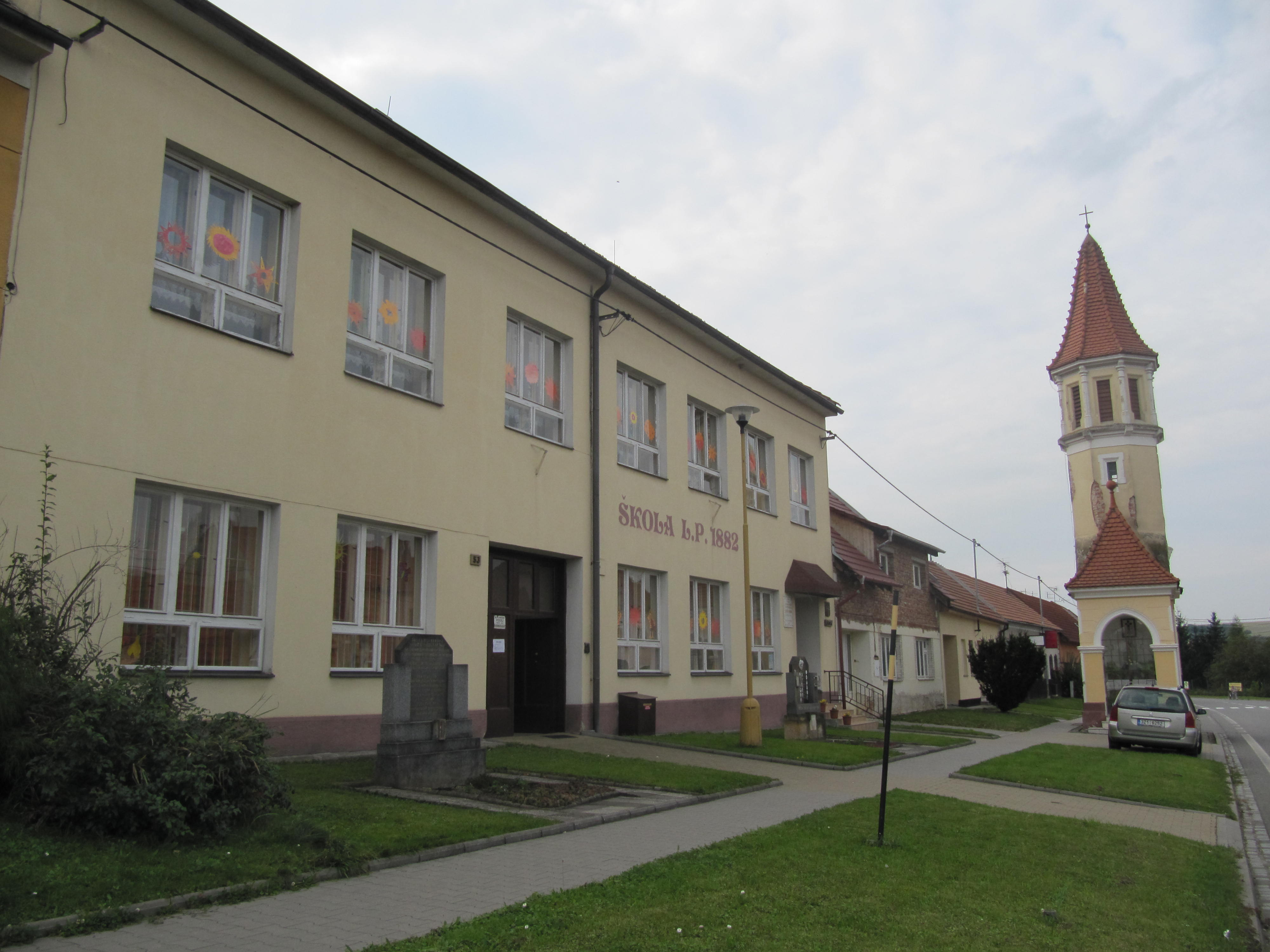
Škola
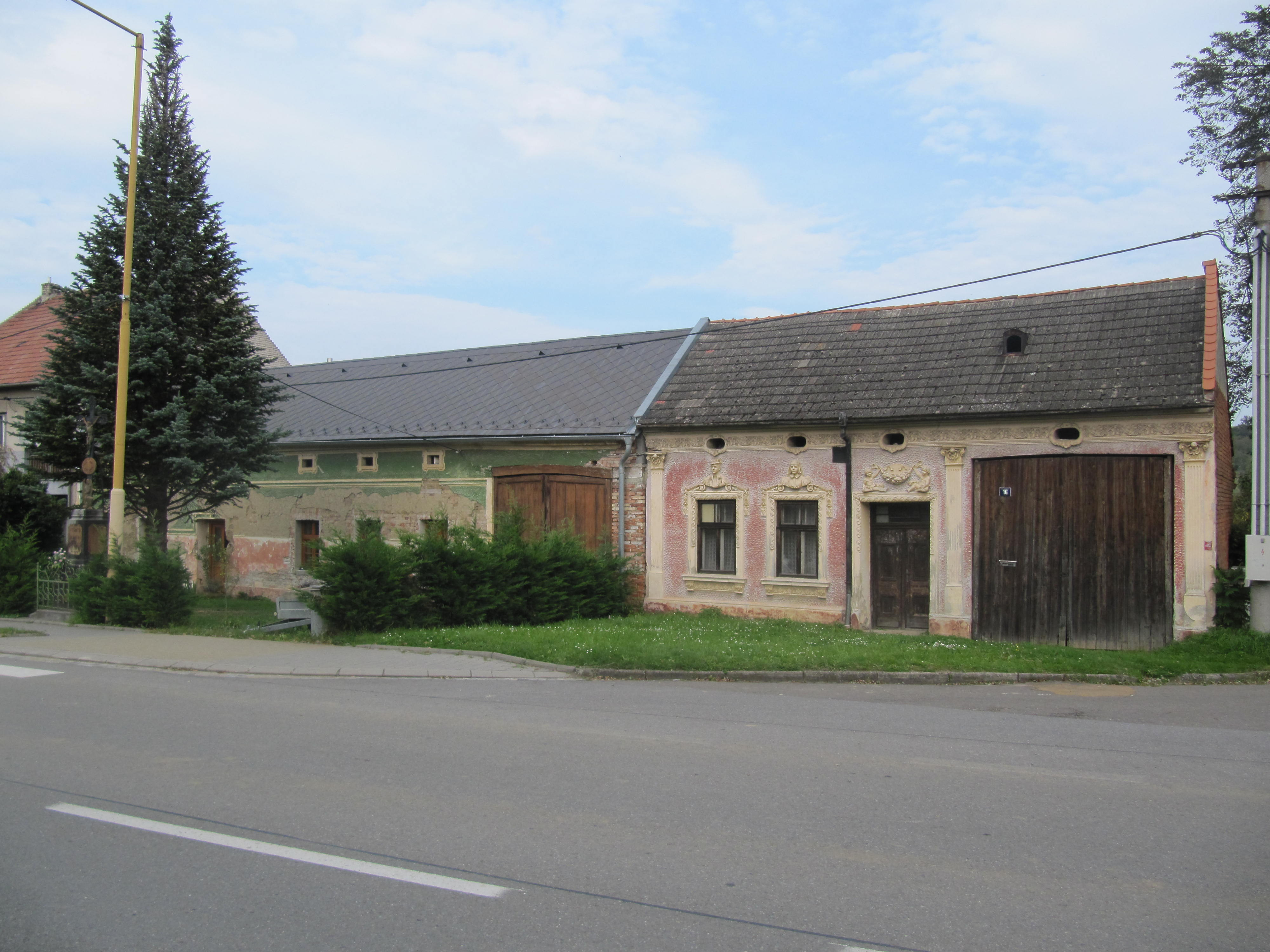
Starší zástavba
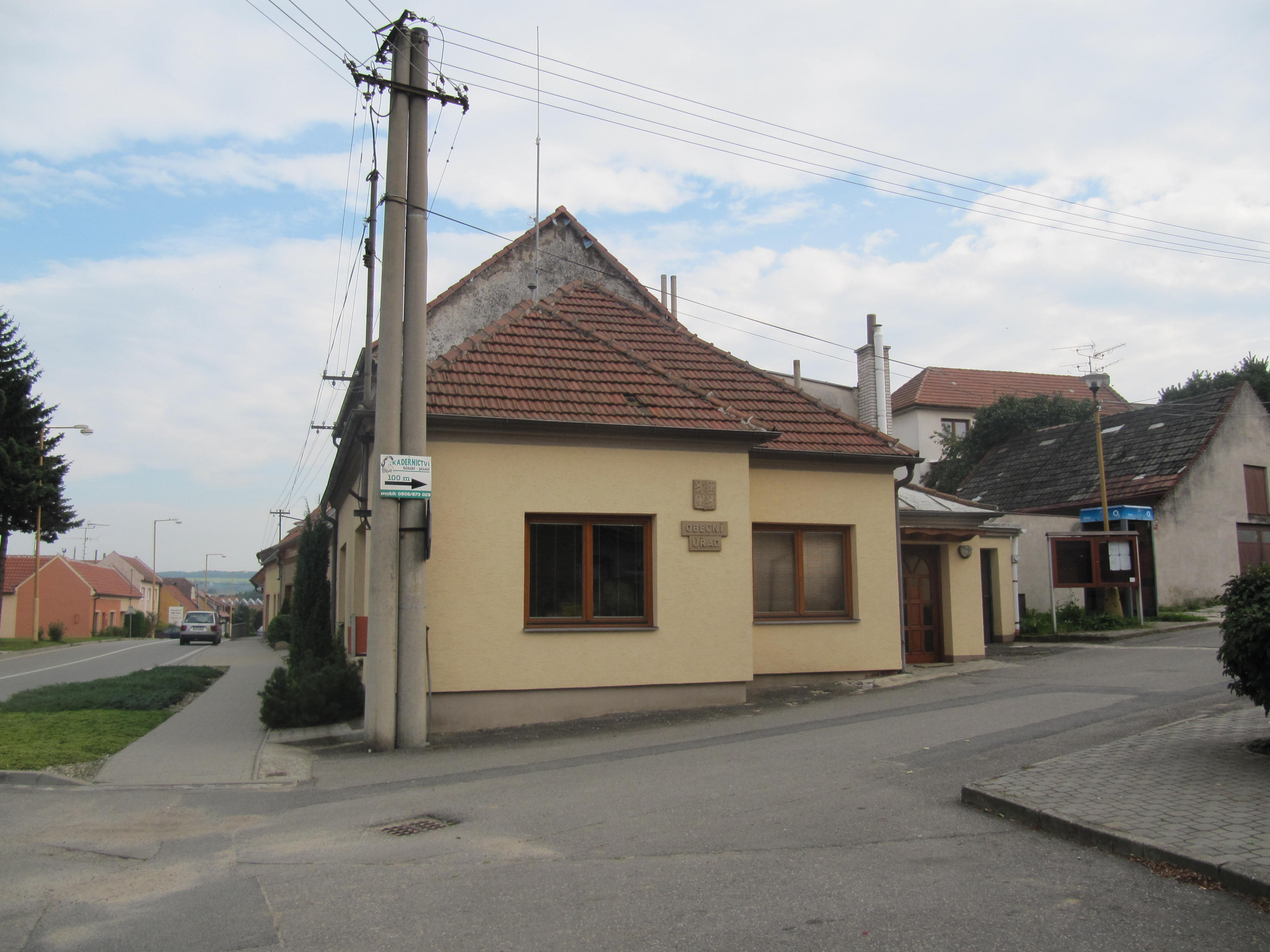
Obecní úřad